# Attentats de Londres du 21 juillet 2005
Pour les articles homonymes, voir Attentats de Londres de juillet 2005.
Les attentats de Londres du 21 juillet 2005 sont quatre tentatives d'attentats à la bombe qui ont mis en arrêt le système de transport public de la ville deux semaines après les attentats de Londres du 7 juillet 2005. Des explosions ont eu lieu : à 12 h 26 dans le métro à Shepherd's Bush ; à 12 h 30 dans le métro à Oval ; à 12 h 45 dans le métro à Warren Street et à 13 h 30 dans un bus à Bethnal Green. Un cinquième terroriste a jeté son engin explosif avant de l'enclencher.
Seuls les détonateurs ont explosé, ne faisant aucune victime. Le trafic des trois lignes de métro, les Victoria, Northern et Hammersmith & City lines, a été interrompu. Ces évènements (3 métros touchés, 1 bus touché) ont fait penser à une réplique des attentats du 7 juillet 2005 à Londres.
Le lendemain 22 juillet, en raison des suspicions provoquées par les attentats de la veille, un électricien, Jean Charles de Menezes, a été abattu par la police.

## Explosions
Le 22 juillet 2005 le groupe Brigades Abou Hafs al-Masri - Division d'Europe, affilié à la mouvance al Qaïda, a revendiqué les attentats de Londres, en affirmant qu'il s'agit d'un avertissement aux pays qui suivent la politique américaine en Irak. Le site internet choisi pour publier le message et le style font douter de son authenticité.

## Autres incidents

### 22 juillet

#### Jean-Charles de Menezes
Le 22 juillet 2005 en milieu de matinée, l'électricien brésilien de 27 ans Jean Charles de Menezes a été tué de sept balles dans la tête à la station Stockwell (métro de Londres) par des hommes du SO19. Il s'agit d'une erreur; des policiers de cette unité d'élite de Scotland Yard l'avaient pris en filature à sa sortie d'un immeuble, le suspectant d'être un des quatre kamikaze lié aux attentats de la veille. Aucun policier n'est passé en jugement.

## Enquête
Le chef de la police de Londres, Ian Blair, a déclaré que les bombes utilisées semblaient moins puissantes que celles utilisées lors des attentats du 7 juillet, puisque seuls les détonateurs ont explosé car le dosage chimique était inadéquat. L'intention des terroristes était donc bien de tuer.
Trois hommes ont été arrêtés dans le quartier de Stockwell, dans le sud de Londres. Le 26 juillet, 2 hommes ont été arrêtés dans un train. Le 27 juillet, 4 hommes ont été interpellés à Birmingham. Cela porte à 9 le nombre de personnes retenues par la police dont l'une des personnes qui serait un poseur de bombes.
La police a retrouvé des explosifs dans un appartement ayant appartenu à deux des suspects, ainsi qu'une voiture appartenant à l'un des présumés responsables.

## Suspects
Des photos issues des enregistrements vidéo des caméras de surveillance dévoilées dans les jours suivant les attentats manqués montrent quatre suspects, qui furent recherchés pendant 8 jours. Ils sont suspectés d'être les auteurs des attentats ratés.
- Isaac Hamdi dit Osman Hussain, d'origine éthiopienne, il avait tenté de faire exploser une bombe dans la station de métro Shepherd's Bush. Il a été arrêté à Rome le 29 juillet 2005. Le frère d'Osman Hussain qui est propriétaire d'un café internet près de la gare centrale de Rome-Termini a également été interpelé dans la capitale italienne.
- Mokhtar Saïd Ibrahim ou Mokhtar Mohammed Saïd, 27 ans d'origine érythréenne, il avait tenté de faire exploser une bombe dans l'autobus numéro 26 dans l'est de Londres. Il avait été condamné en février 1996 par le tribunal de Luton à une peine de cinq ans de prison, a révélé le quotidien populaire The Sun du mercredi 27 juillet. Il a obtenu son passeport britannique en septembre 2004, en dépit de son casier judiciaire. Il a été arrêté le 29 juillet 2005 à Londres.
- Ramzi Mohammed, d'origine somalienne, il avait tenté de faire exploser une bombe à la station Oval. Il a été arrêté le 29 juillet 2005 à Londres avec son frère Wahbi Mohammed, 23 ans, qui aurait déposé un sac d'explosifs dans un parc de Londres.
- Yacine Hassan Omar, 24 ans, il avait tenté de faire exploser une bombe dans la station de métro de Warren Street. Il a été arrêté le 27 juillet à Birmingham.

Pour arriver à leurs fins, les enquêteurs ont visionné plus de 15 000 cassettes enregistrées par les caméras de vidéosurveillance, en particulier dans les stations de métro, les dépositions de 1 800 témoins ou rescapés des attentats et les 5 000 appels de dénonciation reçus sur une « ligne rouge » antiterroriste spécialement ouverte pour les besoins de l'enquête.

## Inculpations
- Hamdi Issac, alias Osman Hussain, est inculpé le 1er août à Rome d'association ayant pour finalité le terrorisme international
- Le 4 août Ismael Abdurahman, 23 ans, de Kennington, est inculpé à Londres. Il lui est reproché d'avoir détenu entre le 23 et le 28 juillet des informations qui pouvaient aider à l'arrestation, la poursuite ou la condamnation d'une autre personne pour perpétration, préparation ou instigation d'un acte terroriste.
- Le 6 août Yassin Hassan Omar a été inculpé pour complot d'homicide et détention de substance explosive en relation avec les attentats manqués du 21 juillet dans les transports en commun londoniens
- Le 7 août Mokhtar Saïd Ibrahim, et Ramzi Mohammed. Trois autres hommes sous d'autres motifs: il s'agit de Manfo Kwaku Asiedu, Siraj Yassin Abdullah Ali et Wharbi Mohammed.
- Le 10 août, Abdul Sharif, 28 ans.
- Le 11 août l'épouse d'Hamdi Issac, Yeshiemebet Girma, 29 ans, la sœur de celle-ci, Mulumebet Girma, 21 ans. Cinq autres personnes sont poursuivies, en relation avec Hamdi Issac, Ismael Abdurahman, 23 ans, Asias Girma, 20 ans, Shadi Abdel Gadir, 22 ans, Omar Nagmeloin Almagboul, 20 ans, et Mohamed Kabashi, 23 ans.  Seul Asias Girma est concrètement accusé d'avoir aidé Hamdi Issac. Enfin  Siraj Yassine Abdullah Ali, 30 ans, et Wharbi Mohammed, 22 ans  sont accusés d'avoir dissimulé des informations sur Yacine Hassan Omar, Mokhtar Saïd Ibrahim, et Ramzi Mohammed. Manfo Kwaku Asiedu, 32 ans, a été inculpé pour complot en vue de commettre des meurtres. Il est soupçonné d'avoir abandonné la cinquième bombe retrouvée quelques jours plus tard à Little Wormwood Scrubs.

## Procès
(mars 2013).
Le procès a commencé le 15 février 2006 à Woolwich. Six accusés sont jugés : Manfo Kwaku Asiedu, 33 ans, Ramzi Mohammed, 25 ans, Mokhtar Saïd Ibrahim, 28 ans, Yassin Hassan Omar, 26 ans, Adel Yahya, 24 ans et Osman Hussain, 28 ans, également connu sous le nom de Hamdi Issac. Ils plaident tous non coupables. Après six mois de procédure, Muktar Said Ibrahim, Yassin Hassan Omar, Ramzi Mohammed, et Hussain Osman sont reconnus coupables par le tribunal, le 9 juillet 2007, et sont condamnés a 40 ans de prison ferme pour leur tentative d'attentats dans les transports en commun londoniens. Adel Yahya a plaidé coupable à une accusation moindre au début du mois et a été emprisonné pendant six ans et neuf mois. Manfo Kwaku Asiedu sera lui condamnée à 33 ans de prison après avoir avoué avoir aidé à l’élaboration de l'attentat, il sera le dernier des six prévenus à être condamné.[réf. nécessaire]

## Réactions

### Réactions des autorités britanniques
- Tony Blair a déclaré : « Nous ne pouvons pas minimiser des événements de ce genre parce qu'ils ont manifestement été graves en quatre lieux distincts, comme nous le savons » et « La combinaison de ce mal, de cette faillite idéologique fondée sur la perversion de l'islam par le terrorisme, c'est quelque chose qui s'est construit sur une certaine période. Il faudra un certain temps pour démanteler cela. Mais je ne doute pas du tout qu'à la fin les valeurs que nous représentons seront celles qui triompheront ».

### Réactions internationales
- Brésil : le gouvernement du Brésil s'est déclaré « solidaire de la lutte antiterroriste de Londres » tout en demandant des explications sur la mort de son ressortissant[4].
- Pakistan : Le président pakistanais Pervez Musharraf a condamné sévèrement les attentats.

### Réactions dans l'Union européenne
- La Commission européenne a exprimé sa solidarité avec le Royaume-Uni et a incité les États membres à appliquer de strictes mesures anti-terroristes.